# Трифенілметанові барвники

Загальна структура трифенілметанових барвників

Трифенілмета́нові барвники́ (триарилметанові барвники) — органічні сполуки, похідні трифенілметану, що застосовуються як барвники. Належать до широшої групи арилметанових барвників, до якої входять також дифенілметанові барвники. Трифенілметанові барвники — одні з перших синтетичних барвників, перший представник класу — фуксин, описав 1856 року Якуб Натансон, а перший промисловий синтез для цього ж барвника розроблено 1859 року.
У сучасній хімії барвники арилметанового ряду, включно з трифенілметановими, відносять до поліметинових барвників і розглядають як розгалужені поліметини.
Найбільш характерними відтінками цього класу барвників є червоний, фіолетовий, зелений та синій, при цьому барвники мають високу яскравість та інтенсивність.

## Номенклатура та класифікація
Найважливіші підгрупи трифенілметанових барвників, виділені на основі їхньої хімічної будови:
- діамінотриарилметанові (група малахітового зеленого[en]);
- триамінотриарилметанові (група розаніліну), наприклад, кристалічний фіолетовий;
- гідрокситриарилметанові (група розолової кислоти[en]), які є похідними бензаурину.

За способом застосування в класі виділяють такі різновиди:
- основні барвники. Застосовують для фарбування бавовни по протраві, а також із кислих ванн для вовни та шовку;
- кислотні барвники. Використовують для вовни та шовку;
- протравні барвники. Використовують для протравного фарбування вовни та шовку. На бавовні використовують для кольорового друку;
- лаки основних та кислотних барвників.